# Iphiaulax mocquereysi
Iphiaulax mocquereysi är en stekelart som beskrevs av Szepligeti 1914. Iphiaulax mocquereysi ingår i släktet Iphiaulax och familjen bracksteklar. Inga underarter finns listade i Catalogue of Life.